# Família Juno
A família Juno é uma provável família de asteroides localizados nas proximidades do asteroide 3 Juno.

## Características
3 Juno é uma grande asteroide com um diâmetro médio de cerca de 235 km, mas os corpos restantes são todas pequenas. (32326) 2000 QO62, o mais brilhante e aquele claramente visível no aglomerado tem um diâmetro de cerca de 6 Km, dada o mesmo albedo de 3 Juno. Isso indica que ela é provavelmente uma família composto por material ejetado por impactos contra 3 de Juno.